# Hakone-jinja
Pour les articles homonymes, voir Hakone (homonymie).
Le sanctuaire de Hakone (箱根神社, Hakone-jinja) (ou Hakone gongen (箱根権現)) est un sanctuaire shinto situé au bord du lac Ashi à Hakone dans la préfecture de Kanagawa au Japon.
Fondé en 757, il se distingue par son torii dont la base est immergée dans le lac et qui offre une des vues les plus connues sur le mont Fuji.

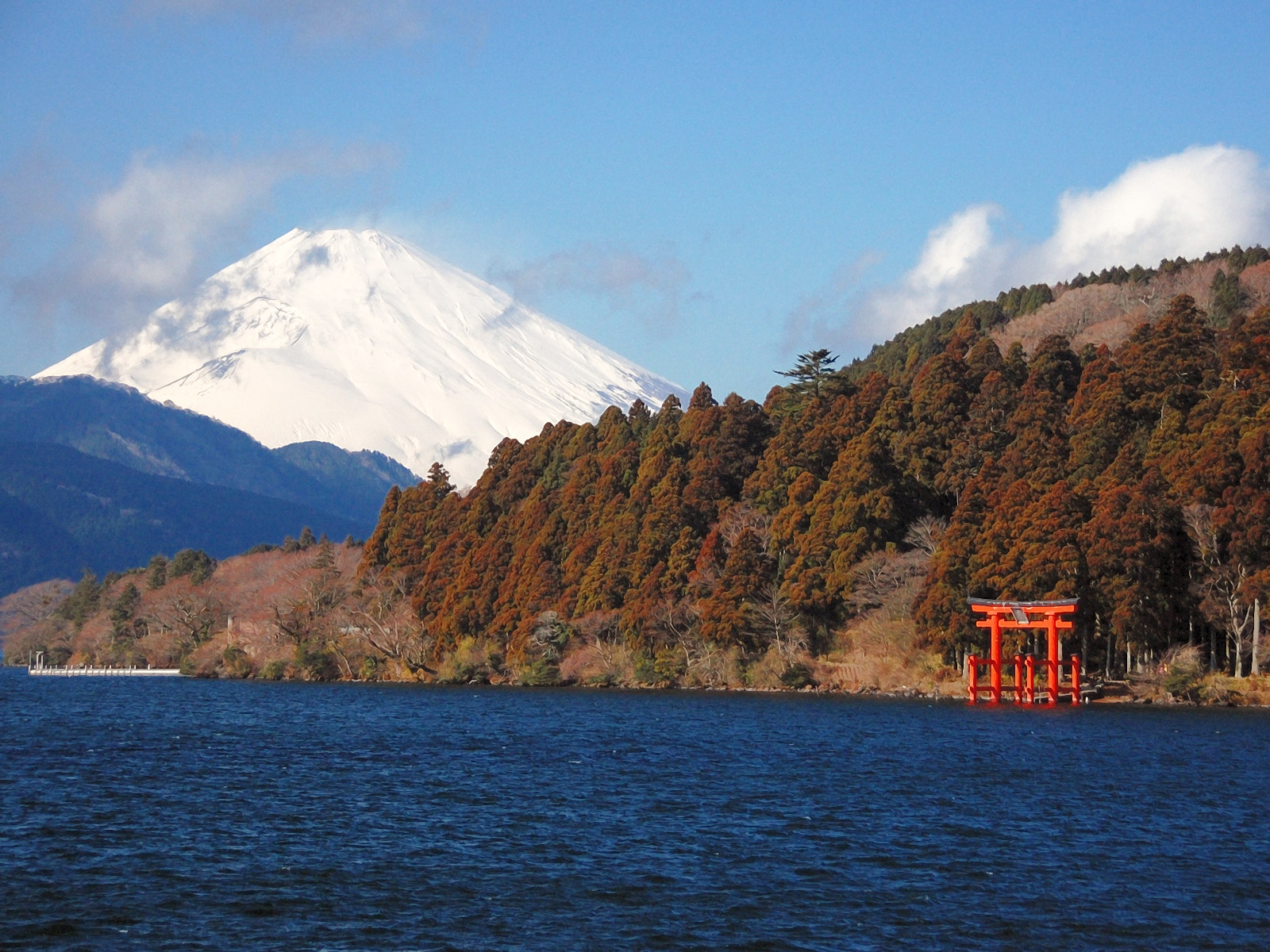
Vue sur le mont Fuji depuis le sanctuaire de Hakone.
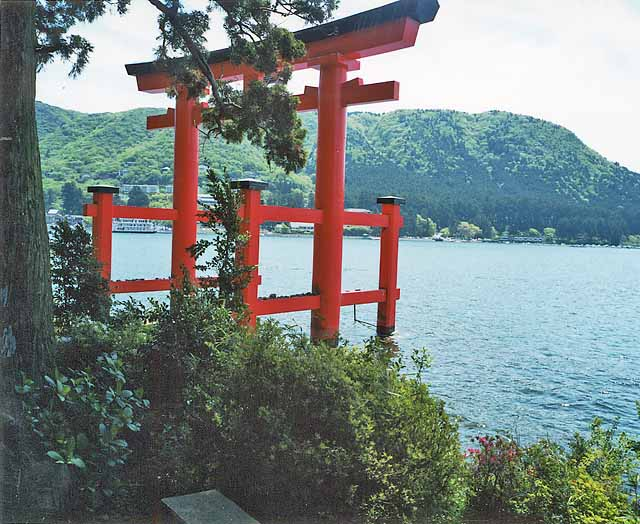
Torii du Hakone-jinja sur le lac Ashi.
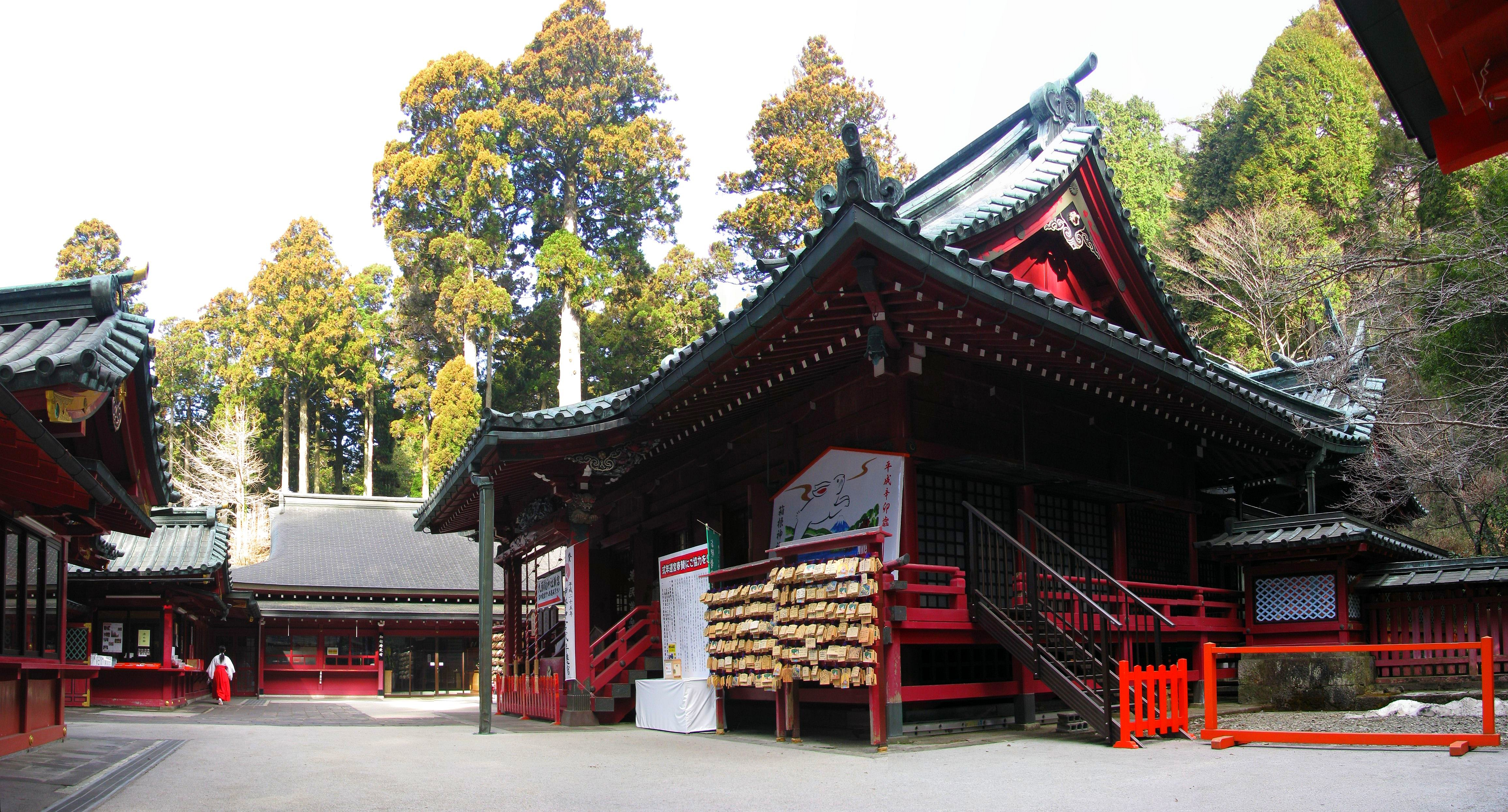
Le sanctuaire de Hakone.
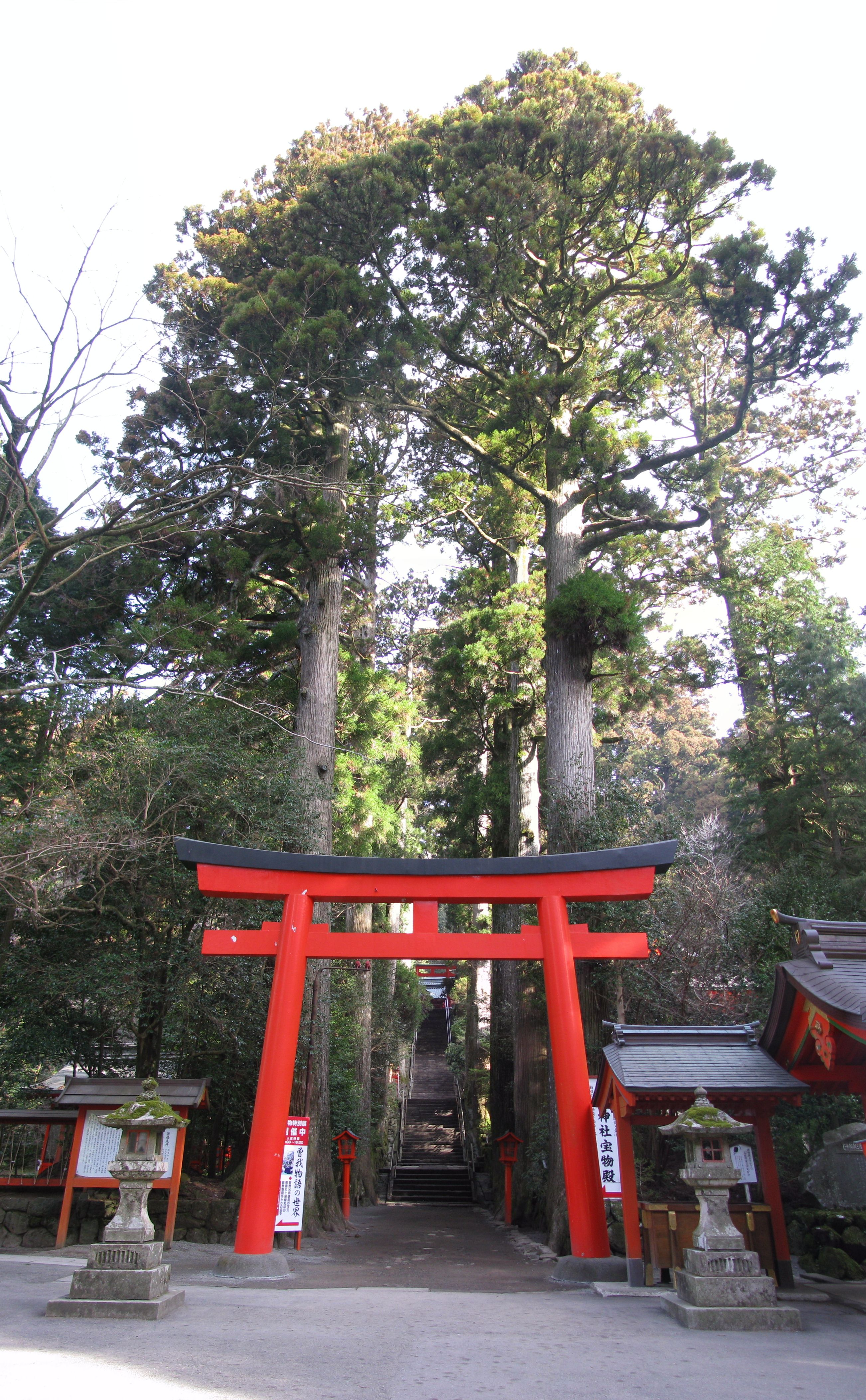
Hakone-jinja.